# Weicheisen

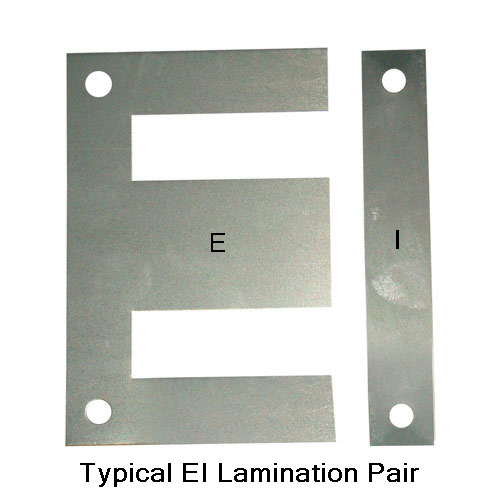
Weicheisenstücke aus dem Kern eines Transformators

Weicheisen besteht aus unlegiertem Eisen und weist einen hohem Reinheitsgrad von über 99 % auf und ist ein weichmagnetischer Werkstoff. Als Synonym wird gelegentlich auch das Wort „Magneteisen“ verwendet, auch wenn dieser Begriff eigentlich das oxidische Eisenmineral Magnetit bezeichnet. Weicheisen wird entweder über Sinterverfahren aus Pulvern oder über einen Schmelzvorgang im Vakuum hergestellt.
Früher enthielten insbesondere Elektrische Maschinen wie Elektromotoren, Generatoren und Transformatoren Weicheisenbleche im magnetischen Kern zur Führung und Bündelung der magnetischen Flussdichte. Heute wird dafür meist Dynamoblech (Eisenbasislegierungen) eingesetzt, wo das Weicheisen durch eine Zulegierung von meist etwa 3 % Silizium eine niedrigere elektrische Leitfähigkeit besitzt und dadurch Wirbelstromverluste im magnetischen Kern verringert werden.
Weichmagnetische Werkstoffe werden immer dann eingesetzt, wenn eine temporäre Magnetisierung durch ein äußeres Magnetfeld nicht zu einer permanenten Magnetisierung führen soll. Das ist beispielsweise auch bei Dreheisenmesswerken der Fall. Grundlegende Voraussetzung dafür ist eine niedrige Koerzitivfeldstärke, die ein Qualitätsmerkmal für Weicheisen-Legierungen ist. Pulvergesinterte Weicheisen haben tendenziell eine niedrigere Koerzitivfeldstärke als über Vakuum-Schmelzverfahren hergestellte, sie sind jedoch deutlich teurer.
Heutzutage spielt Weicheisen vor allem in magnetischen Abschirmungen und in der magnetischen Flussführung (Gleichfeld-Joche, magnetische Polschuhe, Relaisteile) eine wichtige Rolle. Im Gegensatz zur höherpermeablen Nickel-Eisen-Legierung Mu-Metall wird Weicheisen hauptsächlich im Bereich starker Magnetfelder verwendet. Durch die im Vergleich zu Mu-Metall hohe Sättigungsmagnetisierung von ca. 2,15 T ermöglicht Weicheisen, eine höhere Feldstärkendichte bei vergleichbarer Materialstärke der Abschirmung bzw. des Joches zu führen. Deshalb wird es gelegentlich auch zur Abschirmung und Flussmodellierung von Permanentmagneten verwendet. Auch für die Umhüllung von Uhrwerken in Armbanduhren wird teilweise Weicheisen verwendet.